# Andreea Stefanescu
Andreea Stefanescu, född den 13 december 1993 i Iași, Rumänien, är en italiensk gymnast.
Hon var med och tog OS-brons i trupp i rytmisk gymnastik i samband med de olympiska gymnastiktävlingarna 2012 i London.